# F. Bodó Imre
F. Bodó Imre (Bodó Imre József /Földi/) (Gölle, 1954. március 19.) agrármérnök, múzeumalapító, helytörténész.

## Életútja
Keszthelyen érettségizett a mezőgazdasági szakközépiskolában. Üzemmérnöki diplomát az Agrártudományi Egyetem Növényvédelmi Karán, 1983-ban pedig agrármérnöki diplomát szerzett. Pályája Göllében kezdődött, növényvédelmi agronómus volt Attalában 1978-1984 között. A Tolna Megyei Növényvédelmi és Talajvédelmi Állomáson dolgozott 1984-től. Tudósítója volt a Tolna Megyei Népújságnak 1981-1993 közötti időszakban, majd a Somogyi Néplapnak az 1985-1995 periódusban. 1966 óta foglalkozik hely- és agrártörténettel. 1995-ben alapította a dombóvári Fekete István Múzeumot. A dombóvári Fekete István Kulturális Egyesületet 1996-ban hozta létre.  

### Családja
1979-ben nősült, azóta él Dombóváron. Felesége Suri Lívia, két gyermekük született: András (1980) közgazdász és Ákos (1986) fotós, operatőr.

## Emléktáblák állításának kezdeményezője
- Sipos Gyula költő - Dombóvár
- dr. Takács Lajos etnográfus - Várong
- Esküdt Lajos politikus - Gölle
- Hajdú Miklós hírlapíró, szerkesztő - Gölle
- Melhárd Gyula történész, plébános - Attala
- dr. Gelencsér Gyula helytörténész - Döbrököz
- Kozáry Géza (1917–1990) szőlész, borász, bor-lovagrend és múzeumalapító - Gölle

## Publikációi
14 lapban közel 600 cikke, tudósítása jelent meg, összesen 11 kiadványban szerepelnek írásai.

## Társasági tagság
Tolna Megyei Népújság - 1981
Somogyi Néplap - 1985
Fekete István Baráti Kör - Gölle (alapító tag) - 1986
Fekete István Irodalmi Társaság - Ajka  (elnökségi tag is)
Somogy Megyei Honismereti Egyesület
Tolna Megyei Honismereti Egyesület

## Díjak, elismerések
- Somogy Polgáraiért Díj - Kaposvár, 2021
- Magyar Érdemrend arany fokozat - Budapest, 2019
- Fekete István Emlékplakett - Ajka, 2019
- A Magyar Kultúra Lovagja - Budapest, 2015
- Jó Ember Díj - Budapest, 2013
- Elismerő oklevél - Budapest, 2012
- Év Tolna Megyei Civil Szervezete - Szekszárd, 2011
- Civil-díj - Dombóvár, 2011
- Jubileumi oklevél - Kőszeg, 2010
- Dombóvár Város Elismerő Díszjelvénye - 2000
- Elismerő oklevél és plakett - Szekszárd, 2000
- Vadászkamara aranyérme - Budapest, 2024

## Külső hivatkozások
- Beszélgetés Bodó Imre helytörténésszel
- Jó Ember Díj – 2013: Bodó Imre (Dombóvár)
- Dombóvár híres fiai